# Організація ветеранів України
Організа́ція ветера́нів Украї́ни (ОВУ) — добровільна Всеукраїнська громадська організація ветеранів Другої світової війни, інших локальних війн і воєнних конфліктів (учасників бойових дій, людей з інвалідністю, учасників війни), ветеранів праці, дітей війни, ветеранів військової служби, інших пенсіонерів — літніх громадян, які виявили бажання бути членами організації.
ОВУ діє на засадах самоврядування у відповідності з Конституцією України, чинним законодавством та Статутом.
ОВУ вважає своєю головною метою всебічний захист законних прав, соціальних, економічних, вікових інтересів ветеранів війни, праці, дітей війни, ветеранів військової служби, інших силових структур, пенсіонерів, громадян літнього віку.

## Історія створення
28 березня 1987 року в місті Києві відбулася Установча конференція ветеранів війни і праці, у якій взяли участь 402 делегати з 450 обраних. Головою Республіканської ради ветеранів війни і праці був обраний Герой Радянського Союзу В. І. Клоков.
Після відновлення Україною незалежності у 1991 році опрацьовано і обговорено на місцях основоположний правовий документ — Статут Організації ветеранів України, затверджений 19 листопада 1991 року на І з'їзді Організації ветеранів України.

## Нагороди
Відзнака «Почесний ветеран України» — вища недержавна нагорода Ради Організації ветеранів України, затверджена IV постановою пленуму Ради організації ветеранів України 3 квітня 2009 року.

## Керівники організації
- 1987—1991 рр. — Клоков Всеволод Іванович.
- 1991—2008 рр. — Герасимов Іван Олександрович.
- 2008—2009 рр. — Анастасієв Валентин Олексійович.
- 2009—2017 рр. — Цибенко Петро Степанович.
- з 28.03.2017 р. — Шмаков Віктор Вікторович.